# 土壤-植物-大气连续体
土壤-植物-大气连续体（soil-plant-atmosphere continuum，SPAC）是指水从土壤通过植物转移到大气的生态过程。植物的根从土壤中吸收水分，通过细胞传输进入输导组织并最终完成光合作用, 再由植物气孔扩散至大气中。此外，水也可以通过植物从大气传输至土壤。